# Pedro Antonio Díaz

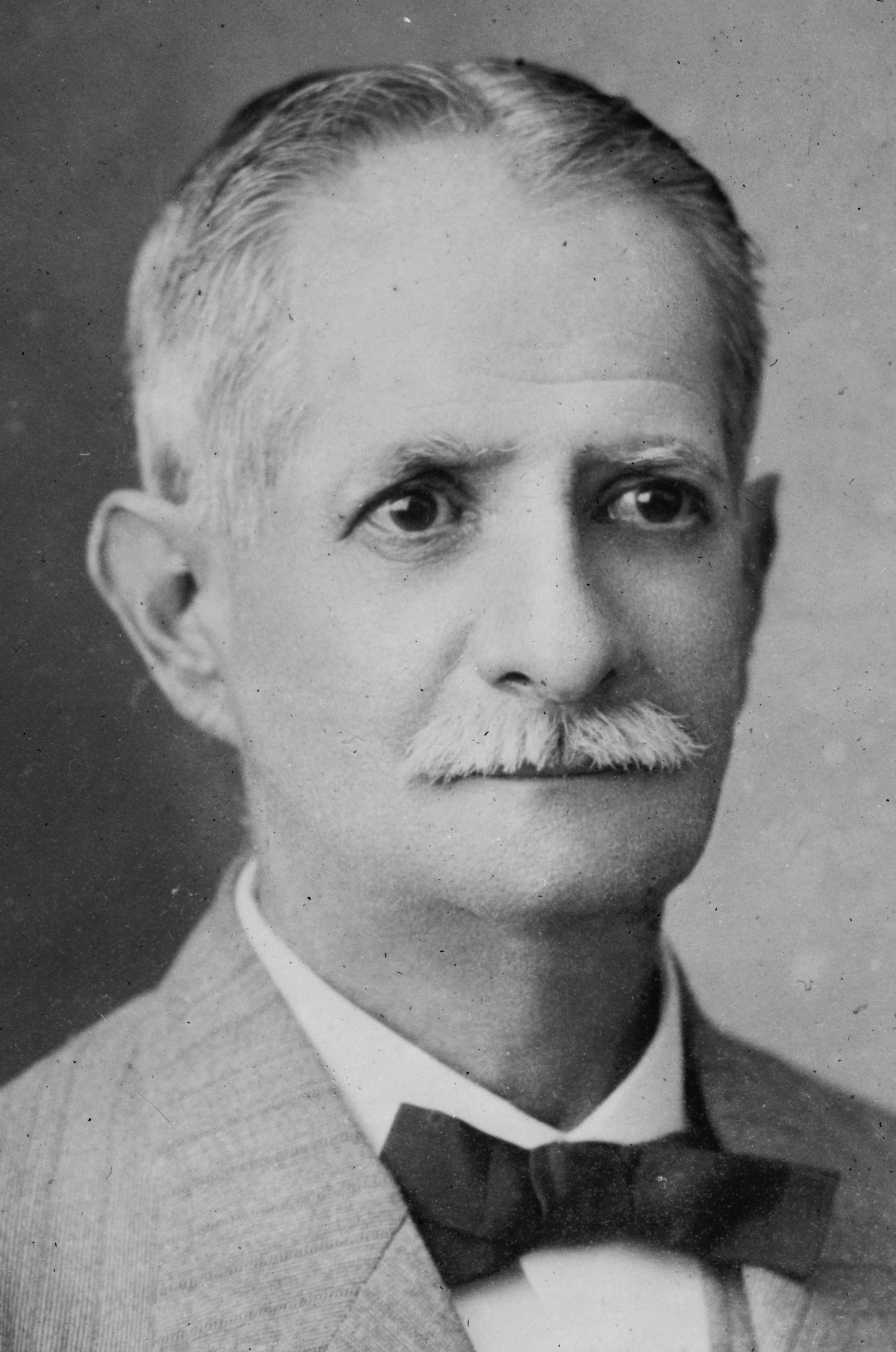
Pedro Antonio Díaz

Pedro Antonio Díaz (1852 - 1919) foi Presidente do Panamá, sucedendo ao ex-presidente Ciro Luis Urriola, de 1 de outubro de 1918 a 12 de outubro de 1918, por 12 dias antes de ser derrubado. O seu sucessor, o presidente Belisario Porras Barahona, já havia estado na presidência entre 1912 a 1916.
Atuou como industrial e, por vezes, em cargos públicos durante as administrações dos presidentes Obaldía, Valdes e Porras.